# Akademie für Darstellende Kunst Bayern
Die Akademie für Darstellende Kunst Bayern (auch ADK Bayern, früher Schauspielschule Regensburg) ist eine staatlich anerkannte, staatlich geförderte, gebührenfreie Fachakademie für Schauspiel, Regie und Theaterpädagogik unter privater Trägerschaft in Regensburg.

## Geschichte
Die ADK Bayern ging aus der 2001 gegründeten Schauspielschule Regensburg hervor. Sie bietet ein Studium zum Schauspieler, Regisseur oder Theaterpädagogen an. Die Ausbildung in der Fachrichtung Schauspiel ist einer Hochschulausbildung gleichwertig. Die Akademie verfügt über ein eigenes Theater mit maximal 115 Sitzplätzen.
Es bestehen Kooperationen mit dem Theater Regensburg, dem Landestheater Oberpfalz und dem Landestheater Niederbayern. Die Akademie befindet sich in der Kreuzgasse 5, zwischen dem Theater am Bismarckplatz und dem Velodrom des Theater Regensburg.

## Rechtlicher Status und Leitung
Die ADK ist eine Fachakademie und als solche ist sie als Ersatzschule von der Regierung der Oberpfalz staatlich anerkannt, BAföG-anerkannt und die vierjährige Vollzeitausbildung führt zur Bühnenreife. Sie ist aber keine Hochschule, was bedeutet, dass sie rechtlich als reguläre Schule gilt und somit beispielsweise den bayerischen Schulferien folgt, anstatt der Semesterstruktur der Hochschulen.
Die Akademie wird geführt durch den Akademieleiter, der einen ständigen Stellvertreter hat. Ferner gibt es Studienleiter für Schauspiel, Theaterpädagogik und Regie. Die Leitung für Regie z. B. wird seit 2019 von Nurkan Erpulat übernommen.

## Studium
Das Angebot der ADK Bayern umfasst die vierjährigen Studiengänge Schauspiel, Regie und Theaterpädagogik. Während die Studierenden im ersten Jahr gemeinsam eine Klasse bilden, werden die Bereiche Regie und Theaterpädagogik später getrennt vom Schauspiel unterrichtet. Über gemeinsame Projekte stehen die Studierenden aber dennoch über die gesamte Studienzeit hinweg in professionellem Austausch.

## Akademietheater Regensburg
Im Hause der Akademie befindet sich das Akademietheater Regensburg. Es verfügt über einen Theatersaal mit bis zu 115 Sitzplätzen. Die Theaterproduktionen finden teils mit etablierten Theaterschauspielern, teilweise auch ausschließlich mit Akademiestudierenden und teilweise in gemischten Ensembles statt. Das Spektrum reicht dabei von Sprechtheater über unterhaltsames Revue- und Musiktheater bis hin zu Boulevardtheater, Dialektschauspiel sowie Kinder- und Jugendtheater.

## Persönlichkeiten (Auswahl)

### Bekannte Alumni (Auswahl)
- Christina Baumer
- Jürgen Fischer
- Juliette Greco
- Teresa Habereder
- Linda Holly
- Moritz Katzmair
- Stephanie Liebl
- Sylvia Mayer
- Benjamin Oeser
- Leonie Parusel
- Katharina Pütter

### Bekannte Dozenten und Dozentinnen (Auswahl)
- Fritz Barth
- Thomas Birnstiel
- Nurkan Erpulat
- Moritz Katzmair
- Lis Verhoeven